# 1827 Аткінсон
1827 Аткінсон (1827 Atkinson) — астероїд головного поясу, відкритий 7 вересня 1962 року.
Тіссеранів параметр щодо Юпітера — 3,336.